# Fenyuan
Fenyuan (chinesisch 芬園鄉, Pinyin Fēnyuán Xiang) ist eine Landgemeinde (鄉,  Xiang) im Landkreis Changhua der Republik China auf Taiwan.

## Lage
Fenyuan liegt an der Ostgrenze des Landkreises Changhua zum östlich angrenzenden Landkreis Nantou und zur angrenzenden Stadt Taichung. Die benachbarten Gemeinden sind die Stadt Changhua im Nordwesten, die Landgemeinden Huatan und Dacun im Westen, die Stadt Yuanlin im Südwesten, die Stadt Nantou im Süden und die Stadtgemeinde Caotun im Osten (letztere beide im Landkreis Nantou). Im Nordosten grenzt Fenyuan an die Stadtbezirke Wufeng und Wuri von Taichung.
Fenyuan liegt am Osthang der Bagua-Ebene (八卦台地), einer Hochebene, die sich in Nord-Süd-Richtung im östlichen Landkreis Changhua erstreckt. Naturräumlich ist Fenyuan deswegen etwas von den übrigen Gemeinden des Landkreises Changhua abgetrennt und hat engere Verbindungen zu Wuri in Taichung bzw. Nantou und Caotun in Nantou.

## Geschichte
Die Gegend war ursprünglich von Angehörigen der indigen-taiwanischen Ethnie (Pingpu) der Hoanya (洪雅族,  Hóngyǎ) besiedelt. Die han-chinesische Besiedlung setzte etwa ab den 1660er Jahren ein. Die Einwanderer kamen vor allem aus der Provinz Fujian. Der Ortsname Fenyuan wurde vermutlich erst Ende des 19. Jahrhunderts geprägt und leitet sich von der Minnan-Bezeichnung Fen für „Tabak“ oder „Räucherung“ ab. Damit war jedoch nicht herkömmlicher Tabak, sondern Schlafmohn gemeint, der in der Gegend zum Zweck der Opiumgewinnung angebaut wurde. Nach Ende der japanischen Herrschaft über Taiwan (1895–1945) kam Fenyuan zur Republik China und wurde als Landgemeinde zunächst im Landkreis Taichung und ab 1950 im neu gebildeten Landkreis Changhua organisiert.

## Bevölkerung
Ende 2019 lebten 91 Angehörige indigener Völker in Fenyuan, entsprechend einem Bevölkerungsanteil von 0,4 %.
| Gliederung von Fenyuan |
|                        |

## Verwaltungsgliederung
Fenyuan ist in 15 Dörfer (村,  Cūn) unterteilt. Der Verwaltungssitz befindet sich im Dorf Shekou.
1 Jiaxing (嘉興村)

2 Jialao (茄荖村)

3 Zhulin (竹林村)

4 Dapu (大埔村)

5 Jiushe (舊社村)

6 Fengkeng (楓坑村)

7 Shekou (社口村)

8 Fenyuan (芬園村)

9 Jinfen (進芬村)

10 Xianzhuang (縣庄村)

11 Tong’an (同安村)

12 Zhonglun (中崙村)

13 Zunqi (圳墘村)

14 Xitou (溪頭村)

15 Dazhu (大竹村)

## Wirtschaft
Fenyuan ist eine überwiegend landwirtschaftlich geprägte Gemeinde. Die örtlichen Industrien beschränken sich vorwiegend auf das verarbeitende Gewerbe, Versorgungsunternehmen und das Baugewerbe. Die Verarbeitung landwirtschaftlicher Produkte, beispielsweise die Reismehlherstellung, spielt eine wichtige Rolle. Entwicklungsperspektiven werden im Tourismussektor gesehen.

## Verkehr

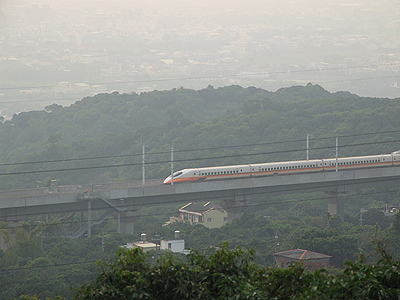
THSR in Fenyuan

Wichtigste Verkehrsader ist die Provinzstraße 14, die das Gemeindegebiet entlang der Längsachse in Nord-Süd-Richtung durchzieht. Im mittleren Bereich zweigt von dieser eine Zubringerstraße nach Osten ab, die eine Verbindung zur Nationalstraße 3 (Autobahn) herstellt, die etwas östlich von Fenyuan verläuft und dieses auch im östlichen Zipfel (Jiaxing) durchquert. Durchgehend am westlichen Rand von Fenyuan verläuft die Kreisstraße 139 und im Süden wird Fenyuan von der Kreisstraße 148 in Ost-West-Richtung durchquert. Im Westen verläuft die Trasse der Taiwanischen Hochgeschwindigkeitsbahn (THSR), die hier jedoch keinen Halt aufweist.

## Persönlichkeiten
- Lin Shu-fen (* 1973), Politikerin

## Besonderheiten

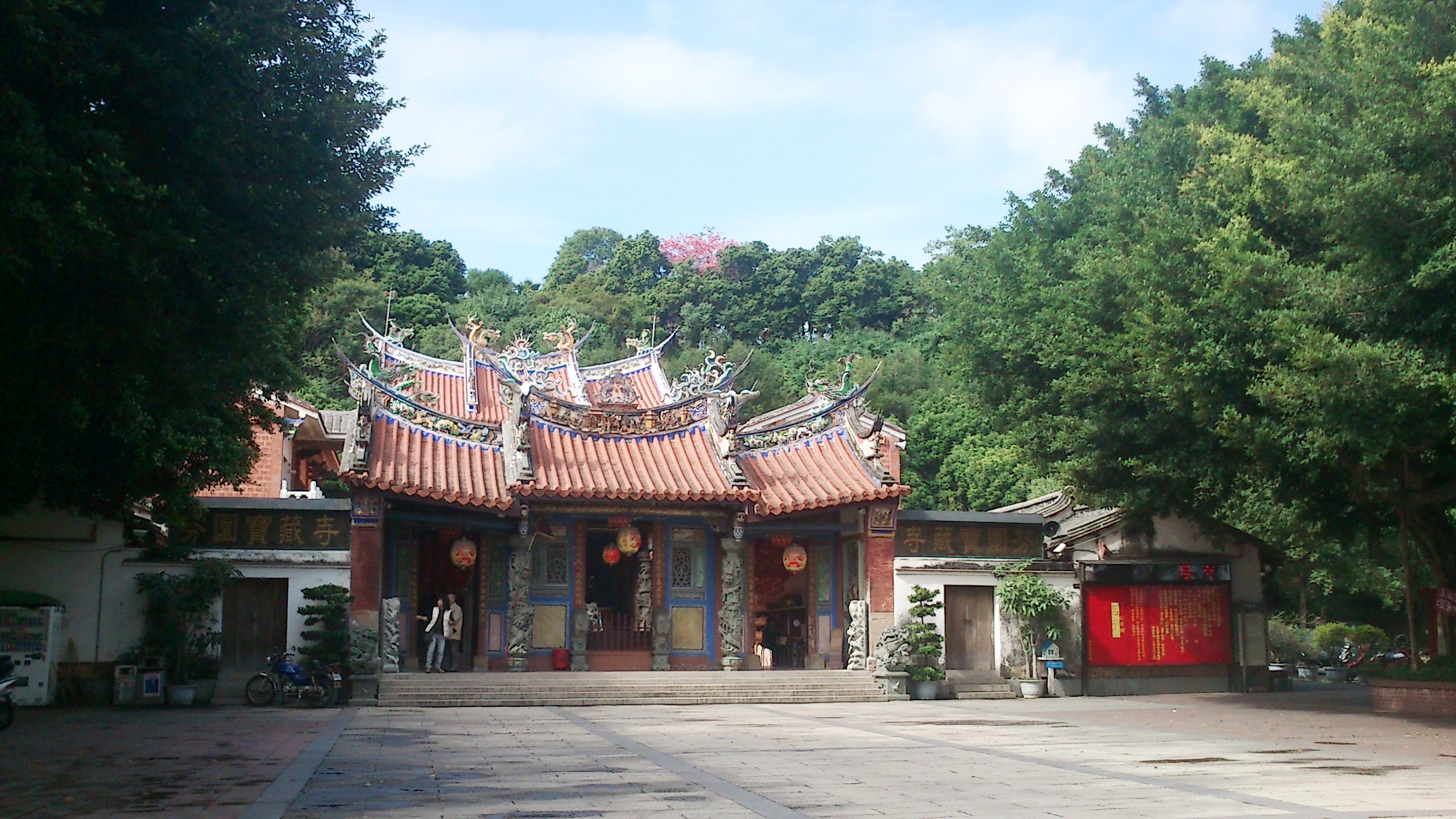
Baozan-Tempel

Fenyuan ist kein ausgesprochenes Touristenziel. Im denkmalgeschützten Baozan-Tempel (寶藏寺, ) in Jinfen, dessen Anfänge auf die Herrschaftszeit Qianlongs zurückgehen, werden drei Gottheiten verehrt: Avalokiteshvara, die Meeresgöttin Mazu und der Jadekaiser. Der buddhistische Xiangguang-Tempel (祥光寺, ) in Tong’an ist ein Tempel neueren Datums, der im Stil der Tang-Dynastie erbaut wurde.